# Christine Anglio
 (janvier 2025).
Christine Anglio, née à Lausanne, en Suisse, est une actrice suisse, également dialoguiste pour le cinéma, le théâtre et la télévision. Elle est l'une des actrices principales de Arrête de pleurer Pénélope.

## Formation
- Stage de formation dirigé par les coachs associés
- Jardin côté cours Atelier théâtre dirigé par Jean-Louis Jacopin
- Cours Florent : formation théâtrale
- Ligue suisse d’improvisation (tournois nationaux)

## Filmographie

### Actrice
- 2008 : Tu peux garder un secret d'Alexandre Arcady : Manon
- 2012 : Arrête de pleurer Pénélope (aussi scénariste) : Pénélope
- 2005 : Second Plan, court-métrage de Christophe Chudy : la scripte

### Scénariste
- 2011 : Lolicats de Khalil Cherti

### Télévision
- Les Fées du sexe de Christine Anglio, Juliette Arnaud et Corinne Puget

## Théâtre
- 2002 : Arrête de pleurer Pénélope, de Christine Anglio, Juliette Arnaud et Corinne Puget, mise en scène par Thomas Le Douarec
- 2006 : Arrête de pleurer Pénélope 2, de Christine Anglio, Juliette Arnaud et Corinne Puget, mise en scène par Michèle Bernier
- Harem Underground, mise en scène par Jéremy Manesse au Café de la Gare
- P and down the stair case, mise en scène par Shawn Mc Annelly
- Pluskapoil, voix off pour le spectacle de Michaël Youn
- Aphone, mise en scène par Jéremy Manesse au Café de la Gare
- Cyrano m'était conté de Sotha, au Café de la Gare
- Pas de nounou pour Thoutmosis, mise en scène par Jéremy Manesse au Café de la Gare

## Divers
- La Bande dehouf, coécrit avec Corinne Puget pour Matrange Production
- Les Connardes, sketches réalisés par François Desaganat pour le supplément DVD des 11 commandements des Real de Madrid